# Les Vieilles Tiges
Les Vieilles Tiges est une Association Amicale des Pilotes Aviateurs d'avant-guerre, créée le 20 novembre 1920,.

## Historique
L'association, créée en 1920 à l'initiative d'anciens pilotes pionniers de l'aviation française, est inscrite sous le régime de la Loi 1901 le 9 novembre 1922 et reconnue d'utilité publique par décret du 25 août 1926. À partir des années 1950, beaucoup de ses membres vieillissants sont décédés. Pour ne pas disparaître, l'amicale admet de jeunes pilotes et crée progressivement des « groupements » en France métropolitaine, aujourd'hui au nombre de onze et chacun désigné par le nom d'un aviateur célèbre. En 2000, les locaux de l'association sont détruits par un incendie. Elle trouve refuge au sein du célèbre Aéro-Club de France. Depuis 1964, l'association publie une revue trimestrielle sous le titre Pionniers : revue aéronautique. Confrontée à des difficultés financières, elle clôt la publication de la revue au numéro 200 de décembre 2014, après 50 ans d'existence.

## Objectifs
1. D'établir un centre de relations amicales entre tous les pilotes aviateurs d'avant-guerre.
2. De propager le goût de l'aviation parmi la foule, par l'exemple et la parole, fortifier les aptitudes de ses Membres, en leur facilitant les vols.
3. De créer une émulation parmi tous ceux s'intéressant à l'aviation au profit de la Défense Nationale.
4. De venir en aide temporairement aux « Vieilles Tiges » qui auraient besoin d'assistance.
5. De créer une caisse de secours et de retraites pour tous les pilotes aviateurs sans distinction d'ancienneté, et pour venir en aide à leurs veuves, à leurs ascendants ou descendants en cas d'accidents ou de mort[6].

## Administration

### Membres fondateurs
- Léon Bathiat, président.
- Jean-Claude Bernard
- Sadi-Lecointe, vice-président.
- Paul Schneider, secrétaire adjoint.

### Comité de Direction en 1922
- Président : Léon Bathiat
- Vice-présidents : Louis Paulhan ; Joseph Sadi-Lecointe
- Conseiller juridique : Me André Wateau
- Secrétaire général : Jean Dufour
- Secrétaire adjoint : Paul Schneider
- Trésorier : Alfred de Montigny

### Présidents successifs
- Léon Bathiat (1922/1963)
- Joseph Frantz (1963/1978)
- Pierre Bodet (1978/1981)
- Georges Libert (1981/1992)
- Jean Chenet (1992/2000)
- Bertrand de Lacroix de Vaubois (2000/2009)
- Roger Routin (2009/2011)
- Pierre Déprez (2011/2018)
- Yves Riondet (2018/ )

### Liste des onze groupements régionaux
| Bordeaux-Aquitaine           | Groupement Léon Bathiat             |
| Caen                         | Groupement Georges Guynemer         |
| Grenoble-Dauphiné            | Groupement Marcel Collot            |
| Lyon-Auvergne-Rhône-Alpes    | Groupement Antoine de Saint-Exupéry |
| Marseille                    | Groupement Marc Ambrogi             |
| Nantes-Pays de la Loire      | Groupement René Bazin               |
| Nice-Alpes-Maritimes         | Groupement Roland Garros            |
| Paris-Île-de-France          | Groupement Léon Cuffaut             |
| Toulon-Var                   | Groupement Pierre Pouyade           |
| Valenciennes-Hauts-de-France | Groupement Charles Nungesser        |
| Cambrai                      | Groupement René Mouchotte           |